# Yesterday (Toni Braxton-dal)
A Yesterday Toni Braxton amerikai énekesnő első kislemeze hetedik, Pulse című stúdióalbumáról, ami 2010. május 4-én jelent meg. A dal remixében Trey Songz is közreműködik. A dal mérsékelt sikert aratott a Billboard Hot R&B/Hip-Hop Songs slágerlistán, ahol a 12. helyig jutott, de ez már az énekesnő ötödik dala egyhuzamban, ami nem került fel a Billboard Hot 100-ra.

## Megjelentetése
A dalt 2009. szeptember 29-én mutatták be Braxton hivatalos weboldalán. Ez az énekesnő első kiadványa az Atlantic Records kiadónál. A remix 2009. november 20-a óta letölthető az amerikai iTunes Store-ból. Braxton és Songz először a Soul Train Music Awardson adta elő, 2009-ben.
Az Egyesült Királyságban február 22-én jelent volna meg, végül azonban kitolták a megjelenést május 3-ig. A Yesterday Braxton első kislemeze az országban a 2003-ban megjelent Hit the Freeway óta, mert a Libra csak importként volt kapható, és nem jelentek meg kislemezei az Egyesült Királyságban.

## Fogadtatása
A Yesterday az amerikai Billboard Hot R&B/Hip-Hop Songs slágerlista 96. helyén nyitott. 2010. január 2-án 39 hellyel feljebb ugrott, a 12. helyig, ezzel ez Braxton legsikeresebb dala a listán a 2000-ben a 6. helyet elérő Just Be a Man About It óta.

## Videóklip
A dal eredeti, szólóváltozatához és a Trey Songz remixhez is készült videóklip Bille Woodruff rendezésében. (Woodruff korábban Braxton Un-Break My Heart és He Wasn't Man Enough című dalainak klipjét rendezte.) A forgatás 2009. október 8-án kezdődött Los Angelesben. A klipből október 28-án kerültek fel képek Braxton hivatalos weboldalára. A klipet először a The Wendy Williams Showban mutatták be, november 20-án. A klip, melyben szerepel Brooke Hogan énekesnő, Shannon Brown, valamint Ron Artest, a Los Angeles Lakers játékosa, arról szól, hogy Braxton ráébred, hogy a barátja (Brown) megcsalja egy másik nővel (Hogan).

## Számlista
| iTunes digitális kislemez (USA) 1. Yesterday (Remix featuring Trey Songz) – 3:46 2. Yesterday (Album Version) – 3:48 3. Yesterday (Instrumental) – 3:48 Wal-Mart CD kislemez (USA) 1. Yesterday (Remix featuring Trey Songz) – 3:46 2. Rewind – 3:30 Digitális kislemez (Németország) 1. Yesterday (Album Version) – 3:48 2. Yesterday (Bimbo Jones Mix) – 7:05 3. Yesterday (Fred Falke Mix) – 7:02 4. Yesterday (Remix featuring Trey Songz) – 3:46 5. Yesterday (Videóklip) – 3:47 CD kislemez (Németország) 1. Yesterday (Album Version) – 3:48 2. Yesterday (Remix featuring Trey Songz) – 3:46 | Digitális kislemez (Egyesült Királyság) 1. Yesterday (Album Version) – 3:48 iTunes digitális kislemez (Egyesült Királyság) 1. Yesterday (Album Version) – 3:48 2. Rewind – 3:30 iTunes digitális remixkislemez (Egyesült Királyság) 1. Yesterday (Bimbo Jones Mix) – 7:05 2. Yesterday (Fred Falke Mix) – 7:02 3. Yesterday (Nu Addiction Mix) – 6:04 4. Yesterday (Sticky Lovers Remix) – 4:58 5. Yesterday (Remix featuring Trey Songz) – 3:46 7" kislemez (Egyesült Királyság) 1. Yesterday (Sticky Lovers Remix) – 4:58 2. Yesterday (Sticky Lovers Dub Mix) – 4:58 |

## Helyezések
| Slágerlista (2009–2010)             | Legmagasabb helyezés |
| ----------------------------------- | -------------------- |
| Brit kislemezlista                  | 50                   |
| Brit R&B-kislemezlista              | 17                   |
| Orosz rádiós slágerlista            | 5                    |
| USA Billboard Hot R&B/Hip-Hop Songs | 12                   |

## Megjelenési dátumok
| Régió              | Dátum                | Formátum             | Kiadó            |
| ------------------ | -------------------- | -------------------- | ---------------- |
| Egyesült Államok   | 2010. szeptember 29. | rádiós játszás       | Atlantic Records |
| Egyesült Államok   | 2010. december 8.    | letöltés             | Atlantic Records |
| Egyesült Államok   | 2010. december 15.   | CD kislemez          | Atlantic Records |
| Egyesült Királyság | 2010. május 2.       | letöltés             | Atlantic Records |
| Egyesült Királyság | 2010. május 3.       | 7" kislemez          | Atlantic Records |
| Németország        | 2010. május 7.       | CD kislemez letöltés | Atlantic Records |